# شهرک چگردان لاش
شهرک چگردان لاش، روستایی در دهستان تنگ بخش کهیر شهرستان کنارک در استان سیستان و بلوچستان ایران است.

## جمعیت
بر پایه سرشماری عمومی نفوس و مسکن در سال ۱۳۹۵، جمعیت این روستا برابر با ۲۰۸ نفر (۶۹ خانوار) بوده‌است.